# Ciemnik (województwo zachodniopomorskie)
Ciemnik (pol. hist. Tymiennik, niem. Temnick) – wieś w północno-zachodniej Polsce, położona w województwie zachodniopomorskim, w powiecie stargardzkim, w gminie Ińsko, położona 4,5 km na południowy wschód od Ińska (siedziby gminy) i 35 km na północny wschód od Stargardu (siedziby powiatu).

## Geografia
Wieś sołecka na Równinie Drawskiej i Pojezierzu Ińskim, nad rzeką Iną i jeziorem Stubnica (Wisola). Zamieszkała jest przez 151 mieszkańców (2008).
Według danych Centralnego Rejestru From Ochrony Przyrody (CRFOP) z dnia 30.06.2017 na obszarze wsi Ciemnik znajduje się 6 form ochrony przyrody : Rezerwat przyrody Krzemieńskie Źródliska, cztery pomniki przyrody oraz Ostoja Ińska (obszar specjalnej ochrony ptaków – Natura 2000).

## Integralne części wsi
| SIMC    | Nazwa  | Rodzaj     |
| ------- | ------ | ---------- |
| 0776663 | Dolnik | przysiółek |
| 0776657 | Górnik | część wsi  |

## Historia
W czasie II wojny światowej Niemcy utworzyli we wsi podobóz pracy przymusowej obozu jenieckiego Stalag II D.
W latach 1945–54 siedziba gminy Mielno Stargardzkie. W latach 1975–1998 miejscowość administracyjnie należała do województwa szczecińskiego.

## Transport
Przez Ciemnik przebiega droga wojewódzka nr 151, łącząca Świdwin z Gorzowem Wielkopolskim.